# Nikkei 225
Nikkei 225 (Nikkei 225, stock Average, jap. 日経平均株価', 日経225) — je jedan od najvažnijih dioničkih indeksa u Japanu. Indeks je prvi put objavljen 7. rujna 1950. na Tokijskoj burzi pod nazivom TSE Adjusted, stock Price Average.
Od 1970. indeks izračunava japanska novina The Nihon Keizai, himbun.
Dana 15. veljače 2021. Nikkei 225 je prešao granicu od 30.000 bodova, što je bio najveći rezultat u posljednjih 30 godina. Razlog rasta je program monetarnih poticaja koji provodi Banka Japana kako bi ublažila financijski učinak pandemije COVID-19.
Od kraja 2021. Tokyo Electron (TYO: 8035) ima najveći utjecaj na indeks.

## Izračun indeksa
Indeks se izračunava određivanjem zbroja "prilagođenih cijena dionica" i dijeljenjem tog iznosa s "djeliocem". “Prilagođena cijena” dionice je njezina cijena pomnožena s koeficijentom prilagodbe cijene. Koeficijent prilagodbe cijene je obično 1 za većinu dionica, ali je niži za dionice s relativno visokim cijenama. “Djelilac” se prilagođava kada se košarica dionica mijenja, te tijekom dijeljenja dionica ili obrnutih podjela dionica, kako bi se spriječila oštra promjena indeksa tim netržišnim događajima.
Indeks Nikkei 225 sastoji se od dionica poduzeća. Dionice investicijskih fondova, burzovni fondovi, nekretnenski fondovi i povlaštene dionice nisu uključeni. Odabiru se dionice koje se najviše trguju. Ako tvrtka u indeksu ispadne zbog spajanja ili stečaja, traži se zamjena u istom tržišnom sektoru.
Od siječnja 2010. indeks se obnavlja svakih 15 sekundi tijekom trgovanja. Istovremeno, popis tvrtki uključenih u Nikkei 225 pregledava se jednom godišnje, u listopadu.